# Lino Rojas Pérez
Lino Rojas Pérez (Perú, 2 de septiembre de 1942 - São Paulo, 21 de febrero de 2005), fue un actor, dramaturgo y director de teatro brasileño nacido en el Perú que actuó principalmente en las calles de São Paulo. 
Lino Rojas llegó a São Paulo por primera vez en 1958 y se estableció definitivamente ahí en 1975. Poco después encontró buena acogida con compañeros de ideas como Augusto Boal, Amir Haddad, Marcos Caruso y Cristina Mutarelli, que ya hacían teatro popular con el grupo de Teatro União e Olho Vivo. Creían, todos, en el cambio a través del arte.
Fue director de teatro en la Universidad de São Paulo en el movimiento estudiantil opositor a la dictadura militar. Impresionado con el crecimiento de niños abandonados en las calles paulistanas, trabajó junto con Paulo Evaristo Arns, el Fraile Leonardo Boff, y el sociólogo Herbert de Souza, Betinho, consiguiendo la construcción de un albergue en el barrio de Brás. En esa casa para niños abandonados, su actividad era hacer teatro, crear textos y producir, allí nació el embrión del Proyecto Semear Asas.
En 1989, al llevar adelante este proyecto en la Oficina Cultura Luiz Gonzaga en São Miguel Paulista, creó junto con aquellos jóvenes el Grupo Pombas Urbanas. El grupo ganó festivales de teatro amateur y luego comenzó su carrera artística. Hoy el repertorio del Grupo cuenta más de diez espectáculos. En el 2001, el grupo se convirtió en instituto y la acción social se amplió y se profesionalizó. Desde 1994 atendía en oficias por la ciudad.
Como Instituto Pombas Urbanas, el grupo de jóvenes liderado por Lino, ganó diversos festivales y a partir de la cesión por parte de la COHAB-SP, por un comodato de 20 años, de un galón gigante en Cidade Tiradentes, en la Zona Este 2 de São Paulo, comenzó en abril del 2004 la creación del Centro Cultural Arte en Construcción.

## Muerte
Rojas desapareció el 15 de febrero del 2005 siendo visto por última vez en un bar de la Praça da República, en el centro de São Paulo. Su cuerpo fue encontrado parcialmente carbonizado el día 24 de ese mes en Itaquaquecetuba. Dos días antes, su carro fue encontrado en São Miguel Paulista. El caso fue investigado como un robo; un sospechoso fue apresado.
En el 2005, la familia de Lino recibió en su nombre la Ordem do Mérito Cultural del Ministerio de Cultura de Brasil.